# Twistor-Theorie
Die Twistor-Theorie ist ein Versuch, eine vereinheitlichte Theorie für die Gravitation und die Quantenfeldtheorie zu schaffen. Die grundlegenden Ideen der Twistor-Theorie gehen ins Jahr 1967 zurück und wurden von dem britischen Mathematiker und Physiker Roger Penrose entwickelt. Die Theorie ging aus den Untersuchungen über Spin-Netzwerke hervor. Die Twistor-Theorie ist bis heute keine etablierte physikalische Theorie, hat aber in der Mathematik vielfältige Anwendungen gefunden.

## Die Twistor-Theorie und klassische Theorien der Gravitation und der Quanten
Im Wesentlichen versucht die Twistor-Theorie, die grundlegenden mathematischen Eigenschaften der Relativitätstheorie und der Quantenmechanik zusammenzuführen. Im Falle der Relativitätstheorie sind das der Minkowski-Raum und seine krummlinige Verallgemeinerung, so genannte Riemannsche Mannigfaltigkeiten mit der Signatur 1, die beide vier Dimensionen besitzen. Im Falle der Quantenmechanik sind das die komplexen Zahlen, auf die die nichtlokalen Eigenschaften der Quantentheorie zurückzuführen sind (z. B. Einstein-Podolsky-Rosen-Paradoxon). Die Twistor-Theorie ist geprägt von vielen Symmetrieüberlegungen und mathematischer Eleganz. In der Twistor-Theorie wird nun versucht, durch eine Neuinterpretation im Rahmen der Twistor-Geometrie die fundamentalsten Aspekte der Relativität und der Quantenmechanik aus einer neuen Perspektive zu analysieren.

## Elementare Anschauung: Die fundamentalen Objekte der Twistor-Theorie
Die elementaren Objekte der Twistor-Theorie sind die Twistoren. Transformiert man einen Twistor aus dem Twistor-Raum in den Minkowski-Raum, so erhält man einen gewöhnlichen Lichtstrahl, wie man ihn als kausale Verbindung zwischen zwei Ereignissen in der speziellen Relativitätstheorie kennt. Zu bemerken ist, dass in der Twistor-Theorie nicht die Ereignisse die elementaren Entitäten darstellen, sondern ihre kausale Verknüpfung durch Lichtstrahlen. Ereignisse werden in der Twistor-Theorie als sekundäre Konstrukte aufgefasst. So befinden sich z. B. Ereignisse in der speziellen Relativitätstheorie an der Spitze zweier Kausalitätskegel. In der Twistor-Theorie wird nun dieser Sachverhalt umgedeutet und ein Ereignis als Schnittpunkt einer Schar von speziellen Lichtstrahlen interpretiert. Transformiert man die Schar von Lichtstrahlen, die auf dem Kausalitätskegel liegen, in den Twistorraum, so erhält man im Twistor-Bild eine Riemann-Sphäre im Twistor-Raum.

## Mathematische Grundlagen der Twistor-Geometrie
Die Idee der Twistor-Geometrie besteht darin, altbekannte Objekte und Eigenschaften der speziellen Relativitätstheorie und der Quantenmechanik in die Twistor-Sprache zu transferieren und mit den im Twistor-Raum bestehenden mathematischen Möglichkeiten zu analysieren. Die Korrespondenz zwischen Twistor-Raum und Minkowski-Raum wird durch die Twistor-Gleichung beschrieben: Die dem Twistor-Raum zugrunde liegende mathematische Struktur ist ein vierdimensionaler Vektorraum über dem Körper der komplexen Zahlen mit der Signatur 0. Die Vektoren des Twistor-Raumes nennt man Twistoren.

## Die Twistor-Gleichung
Gegeben sei ein Punkt {\displaystyle R} im Minkowskiraum {\displaystyle \mathbb {M} }. In der Standardbasis habe dieser Punkt die Koordinaten {\displaystyle (t,x,y,z)}. Der Twistor-Raum ist nun ein vierdimensionaler komplexer Vektorraum. In Standardkoordinaten besitzt ein Element dieses Raumes vier komplexe Koordinaten {\displaystyle (Z^{0},Z^{1},Z^{2},Z^{3})}. Der Twistor {\displaystyle \mathbf {T} } stimmt mit dem Raumzeitpunkt {\displaystyle R} überein, wenn folgende Relation erfüllt ist:
{\displaystyle {\begin{bmatrix}Z^{0}\\Z^{1}\\\end{bmatrix}}={\frac {i}{\sqrt {2}}}{\begin{bmatrix}t+z&x+iy\\x-iy&t-z\\\end{bmatrix}}{\begin{bmatrix}Z^{2}\\Z^{3}\\\end{bmatrix}}}
Aus dieser Grundgleichung lassen sich alle weiteren Grundlagen der Twistor-Theorie ableiten.

### Die komplexe Konjugation und duale Twistoren
Durch die komplexe Konjugation eines Twistors lässt sich ein dualer Twistor {\displaystyle T^{*}} konstruieren. Die Komponenten des dualen Twistors in der Standarddarstellung lauten: {\displaystyle (Z_{0}^{*},Z_{1}^{*},Z_{2}^{*},Z_{3}^{*})=({\overline {Z^{2}}},{\overline {Z^{3}}},{\overline {Z^{0}}},{\overline {Z^{1}}})}.

### Das Hermitesche Skalarprodukt
Durch die komplexe Konjugation eines Twistors lässt sich im Twistor-Raum ein hermitesches Skalarprodukt einführen. Dieses Skalarprodukt induziert eine Norm und besitzt die Signatur {\displaystyle (+,+,-,-)}. Ein Twistor ist genau dann mit einem Raumzeitpunkt im Minkowskiraum übereinstimmend, wenn die Norm {\displaystyle {\overline {T}}_{\alpha }T^{\alpha }=0} des Twistors verschwindet.

## Twistoren und die spezielle Relativitätstheorie
Ein Twistor {\displaystyle \mathbf {T} } lässt sich gemäß {\displaystyle \mathbf {T} =(\mathbf {\omega } ,\mathbf {\pi } )} in seine spinoriellen Teile zerlegen, wobei {\displaystyle \mathbf {\omega } ,\mathbf {\pi } } beides 2-Spinoren sind. Die komplexe Konjugation des Twistors {\displaystyle \mathbf {T} } ergibt {\displaystyle {\overline {\mathbf {T} }}=({\overline {\mathbf {\pi } }},{\overline {\mathbf {\omega } }})}. Die Übereinstimmung eines Twistors {\displaystyle \mathbf {T} } und eines Raumzeitpunktes {\displaystyle R} lässt sich nun schreiben als
{\displaystyle \mathbf {\omega } =i\mathbf {r} \mathbf {\pi } },
wobei die Koordinaten von {\displaystyle R} in folgender Matrixschreibweise angegeben werden:
{\displaystyle \mathbf {r} ={\begin{bmatrix}r^{00'}&r^{01'}\\r^{10'}&r^{11'}\\\end{bmatrix}}={\frac {1}{\sqrt {2}}}{\begin{bmatrix}t+z&x+iy\\x-iy&t-z\\\end{bmatrix}}}
Der Impuls eines masselosen Teilchens kann durch das äußere Produkt {\displaystyle {\overline {\mathbf {\pi } }}\mathbf {\pi } } ausgedrückt werden. Weiter kann der Drehimpuls des Teilchens bezüglich des Koordinatennullpunktes aus den spinoriellen Anteilen berechnet werden. Aus diesen Größen lässt sich auch die Helizität eines Teilchens berechnen.

## Twistoren und die Quantenmechanik
Die Quantisierung in der Twistor-Theorie ist durch eine Kommutator-Relation gegeben:
{\displaystyle \mathbf {T} ^{\alpha }{\overline {\mathbf {T} }}_{\beta }-{\overline {\mathbf {T} }}_{\beta }\mathbf {T} ^{\alpha }=\hbar \delta _{\beta }^{\alpha }}
Eine Twistor-Wellenfunktion besitzt die Gestalt {\displaystyle f(\mathbf {T} ^{\alpha })}. Von einer Twistor-Wellenfunktion wird verlangt, dass sie unabhängig von {\displaystyle {\overline {\mathbf {T} }}_{\alpha }} ist. Das führt für die Twistor-Wellenfunktionen zum Kriterium, dass {\displaystyle {\frac {\partial }{\partial {\overline {\mathbf {T} }}_{\alpha }}}f(\mathbf {T} ^{\alpha })=0}. Formal ist das gleichbedeutend damit, dass die Twistor-Wellenfunktion die Cauchy-Riemann-Bedingung erfüllt, was wiederum bedeutet, dass die Twistor-Wellenfunktionen holomorphe Funktionen von {\displaystyle \mathbf {T^{\alpha }} } sind.
Somit fungiert die komplex konjugierte Twistor-Variable {\displaystyle {\overline {\mathbf {T} }}_{\alpha }} als Differentiation:
{\displaystyle {\overline {\mathbf {T} }}_{\alpha }\mapsto -\hbar {\frac {\partial }{\partial \mathbf {T} ^{\alpha }}}}

### Helizität
Der symmetrisierte Helizitätsoperator lautet
{\displaystyle s={\frac {1}{4}}(\mathbf {T} ^{\alpha }{\overline {\mathbf {T} }}_{\alpha }+{\overline {\mathbf {T} }}_{\alpha }\mathbf {T} ^{\alpha })\mapsto -{\frac {1}{2}}\hbar \left(2+\mathbf {T} ^{\alpha }{\frac {\partial }{\partial \mathbf {T} ^{\alpha }}}\right)}
Der Operator {\displaystyle \mathbf {T} ^{\alpha }{\frac {\partial }{\partial \mathbf {T} ^{\alpha }}}} ist der so genannte Homogenitätsoperator. Er besitzt die Eigenschaft, dass seine Eigenwerte genau den Homogenitätsgrad der Funktion angibt, auf den er angewendet wird. Ist nun die Helizität eines Teilchens bekannt, so lässt sich daraus der Homogenitätsgrad {\displaystyle H} berechnen, den eine Twistorfunktion besitzen muss, um ein entsprechendes Teilchen zu besitzen:
{\displaystyle H=-2S-2}

### Übersicht über die Homogenität der Teilchenfamilien
| Teilchenart         | Helizität {\displaystyle S}         | Homogenität des Teilchens | Homogenität des Antiteilchens |
| Photon              | {\displaystyle \pm 1}               | {\displaystyle 0}         | {\displaystyle -4}            |
| Neutrino (masselos) | {\displaystyle \pm {\tfrac {1}{2}}} | {\displaystyle -1}        | {\displaystyle -3}            |
| Skalarteilchen      | {\displaystyle 0}                   | {\displaystyle -2}        | {\displaystyle -2}            |
| Graviton            | {\displaystyle \pm 2}               | {\displaystyle 2}         | {\displaystyle -6}            |

## Wichtige Begriffe im Zusammenhang mit der Twistor-Theorie
- Spinor
- Minkowskiraum
- Projektive Geometrie
- Symmetrie
- Komplexe Zahlen
- Komplexe Konjugation
- Twistor-Raum
- Twistor-Faserung
- Twistor-Korrespondenz
- Twistor-Stringtheorie